# Флан
Флан (от англ. flan) — открытый пирог, часто с основой из песочного теста (или бисквита). При этом флан может выпекаться и без теста, напоминая запеканку. Начинка может быть как сладкая, так и несладкая (из овощей, мяса, рыбы, сыра). Характерен для английской, французской и других кухонь.
Примерами являются лотарингский киш, тарт, южноафриканский мельктерт.

## История
Флан был известен ещё в древнеримской кухне. Нередко это было несладкое блюдо, например, с угрём; также готовили и сладкие пироги.
В Средние века в Европе были очень популярны как сладкие, так и несладкие пироги (с миндалём, корицей и сахаром; сыром, творогом, шпинатом, рыбой), особенно во время Великого поста, когда мясо было запрещено.

## Этимология
Английское слово «флан», и ранние формы flaune и flawn, происходят из старофранцузского flaon (современный французский язык flan), в свою очередь, от ранней средневековой латыни fladōn-em, полученные из древневерхненемецкого flado, своего рода лепёшка, вероятно, от индоевропейского корня «плоский» или «широкий».